# BMX-Rennsport-Weltmeisterschaften/Cruiser-Rennen der Männer
Das Cruiser-Rennen der Männer war ein Wettbewerb bei den BMX-Rennsport-Weltmeisterschaften. Es wurde mit Cruiser-Rädern ausgetragen.
Der hier dargestellte Wettbewerb bestand in seiner Form ab 1996, als die Organisation der Weltmeisterschaften in die alleinige Verantwortung des Radsport-Weltverbands UCI überging. In der zuvor von der International BMX Federation (I.BMX.F) verantworteten Veranstaltung hatte es mehrere Kategorien für erwachsene Männer gegeben, die im Laufe der Zeit wechselten, wie Pro 24″, Superclass 24″ und Cruisers 18/24. Mit der Übernahme durch die UCI wurden die in anderen Radsport-Disziplinen üblichen Kategorien eingeführt. Im Erwachsenenbereich war dies die Elite, die im BMX-Rennsport ab 19 Jahren begann.
Neben dem BMX-Rennen der Männer war der Cruiser-Wettkampf eine zweite Disziplin, in der WM-Titel vergeben wurden. Der Kreis der Teilnehmer war weitgehend derselbe wie im BMX-Rennen, allerdings erfreute sich der Cruiser geringeren Zuspruchs. Im Gegensatz zum BMX-Rennen erhielt der Cruiser-Wettkampf 2008 keinen olympischen Status. Nach 2010 wurde er zugunsten des Zeitfahrens abgeschafft.

## Palmarès
| Jahr | Austragungsort   | Gold               | Silber             | Bronze             |
| ---- | ---------------- | ------------------ | ------------------ | ------------------ |
| 1996 | Brighton         | Jamie Staff        | Jason Richardson   | Florent Boutte     |
| 1997 | Saskatoon        | Christophe Lévêque | Neal Wood          | Dale Holmes        |
| 1998 | Melbourne        | Christophe Lévêque | Dale Holmes        | Matt Hadan         |
| 1999 | Vallet           | Christophe Lévêque | Thomas Allier      | Jason Richardson   |
| 2000 | Córdoba          | Mario Andrés Soto  | Randy Stumpfhauser | Steve Veltman      |
| 2001 | Louisville       | Christophe Lévêque | Dale Holmes        | Randy Stumpfhauser |
| 2002 | Paulínia         | Randy Stumpfhauser | Cristian Becerine  | Michal Prokop      |
| 2003 | Perth            | Randy Stumpfhauser | Michal Prokop      | Luke Madill        |
| 2004 | Valkenswaard     | Randy Stumpfhauser | Jason Richardson   | Cristian Becerine  |
| 2005 | Paris            | Randy Stumpfhauser | Kelvin Batey       | Bjorn Wijnants     |
| 2006 | São Paulo        | Donny Robinson     | Daniel Caluag      | Damien Godet       |
| 2007 | Victoria         | Jonathan Suarez    | Daniel Caluag      | Kelvin Batey       |
| 2008 | Taiyuan          | Thomas Hamon       | Manuel De Vecchi   | Jonathan Suarez    |
| 2009 | Adelaide         | Ivo van der Putten | Sander Bisseling   | Vincent Pelluard   |
| 2010 | Pietermaritzburg | Renato Rezende     | Andrés Jiménez     | Carlos Oquendo     |

## Medaillenspiegel
| Platz  | Land               | Gold | Silber | Bronze | Gesamt |
| ------ | ------------------ | ---- | ------ | ------ | ------ |
| 1      | Vereinigte Staaten | 5    | 5      | 4      | 14     |
| 2      | Frankreich         | 5    | 1      | 3      | 9      |
| 3      | Großbritannien     | 1    | 4      | 2      | 7      |
| 4      | Kolumbien          | 1    | 1      | 1      | 3      |
| 5      | Niederlande        | 1    | 1      | 0      | 2      |
| 6      | Venezuela          | 1    | 0      | 1      | 2      |
| 7      | Brasilien          | 1    | 0      | 0      | 1      |
| 8      | Argentinien        | 0    | 1      | 1      | 2      |
| 8      | Tschechien         | 0    | 1      | 1      | 2      |
| 10     | Italien            | 0    | 1      | 0      | 1      |
| 11     | Australien         | 0    | 0      | 1      | 1      |
| 11     | Belgien            | 0    | 0      | 1      | 1      |
| Gesamt | Gesamt             | 15   | 15     | 15     | 45     |